# Placer (geologie)

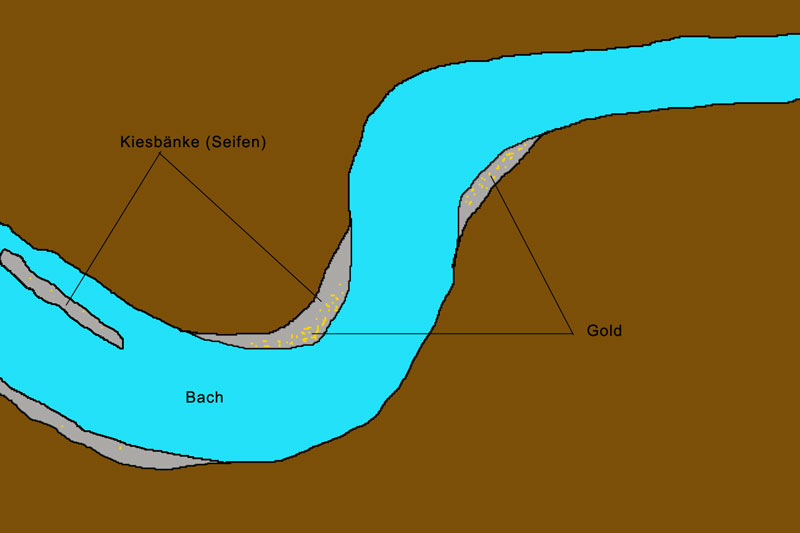
Goudplacer in een rivierbocht

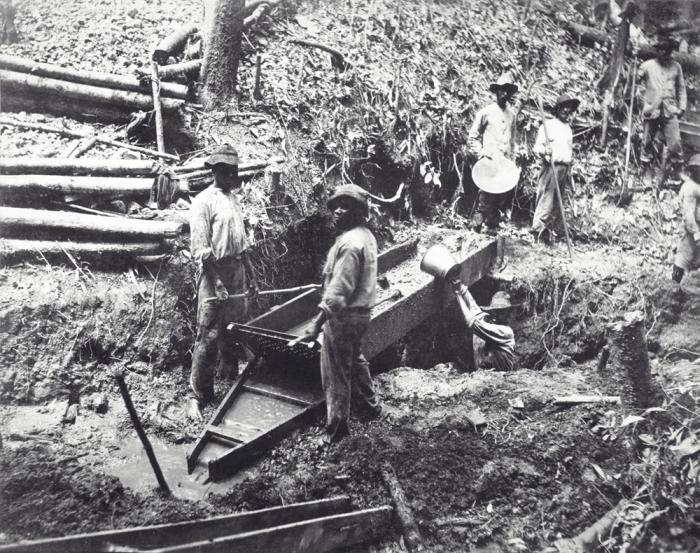
Goudplacer de Jong in Suriname (omstreeks 1900)

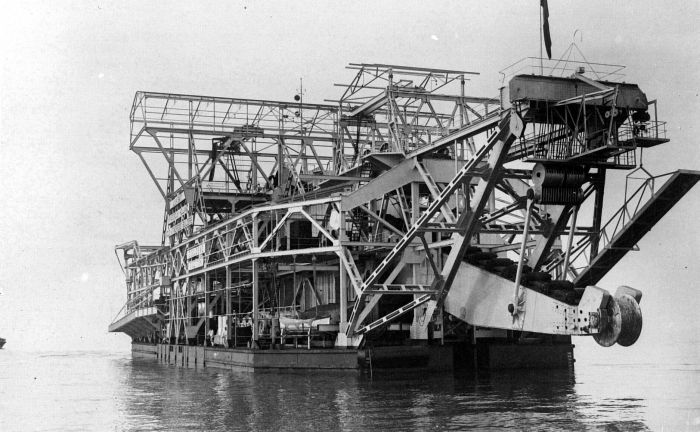
De emmerbagger Doejoeng voor anker voor de kust van Billiton

Een placer is een secundaire afzetting van mineralen die is ontstaan door verwering uit primair gesteente en vervolgens door natuurlijke processen is geconcentreerd. Met name goud en diamant wordt veel uit placerafzettingen gewonnen. 

## Diamant
In India was de delta van de rivier de Krishna van oudsher de vindplaats van alluviale diamanten. Alluviale diamanten worden ook gevonden in het Sperrgebiet ten zuiden van Lüderitz aan de kust van Namibië en in het aansluitende kustgebied van Zuid-Afrika.

## Goud
Rijngoud, bekend van Richard Wagners Das Rheingold, is een placerafzetting van goud in de Rijn dat in Rheinzabern gewonnen wordt als nevenproduct van kiezel. In Suriname komen goudplacers voor in het oostelijke bergland van de groensteengordel, het goud is verweerd uit het primaire gesteente en geconcentreerd in hellingafzettingen en kreekafzettingen.

## Titanium en tin
Titanium en tin worden in kustnabije afzettingen gewonnen waar het door stroming is geconcentreerd. Voorbeeld van een tinplacer is voor de kust van het eiland Billiton. Voorbeeld van een titaanplacer is Richardsbaai, ook bij Ameland is een aanrijking van donkere mineralen zichtbaar in het zand dat aangevoerd werd uit Scandinavië.